# Candidatura de París a los Juegos Olímpicos de 2024
La candidatura olímpica de París 2024 fue el intento por parte de la ciudad de París, Francia para ser elegida por el Comité Olímpico Internacional (COI) como ciudad sede de los Juegos Olímpicos y Paralímpicos de Verano de 2024. Con anterioridad, la capital francesa albergó dos ediciones de los Juegos Olímpicos —1900 y 1924—. Por otra parte, la ciudad buscó celebrar los Juegos de 1992, 2008 y 2012. El 23 de junio de 2015, celebración del Día Olímpico, París anunció oficialmente su candidatura.
Por otra parte, en 2024 se cumplirán 100 años de los Juegos de París y Chamonix 1924, la primera edición de invierno. Aunque la elección de la sede se llevaría a cabo el 13 de septiembre de 2017 durante la 130.ª Sesión del Comité Olímpico Internacional a celebrarse en Lima, Perú, el 31 de julio, París y Los Ángeles llegaron a un acuerdo para que esta última ciudad celebrara los Juegos de 2028 y París los de 2024. Esta decisión fue ratificada por el COI el 13 de septiembre durante la 131.ª Sesión en Lima.

## Antecedentes
La ciudad francesa de París albergó los Juegos Olímpicos de verano de 1900 y 1924. Además, fue candidata a los Juegos de 1992, 2008 y 2012. De obtener la sede, París celebraría 100 años de sus últimos Juegos y se convertiría en la segunda ciudad en celebrar tres ediciones olímpicas, después de Londres. La última candidatura francesa exitosa fue la de Albertville, ciudad organizadora de los Juegos Olímpicos de invierno de 1992.
Por otra parte, los proyectos de París se sumaron a las candidaturas fallidas de Lyon (1920 y 1968) y Lille (2004). Posteriormente, la última candidatura de Francia a unos olímpicos fue la de Annecy, calificada de «fracaso» al recibir solo siete votos frente a los 95 con los que Pyeongchang se convirtió en sede. Consecuentemente, el Comité Olímpico Francés optó por no presentarse a la carrera por los olímpicos de 2020.

## Proyecto

### Trabajos preliminares de la candidatura
A finales de mayo de 2014, el Comité Nacional Olímpico y Deportivo Francés (CNOSF) lanzó un estudio de factibilidad sobre una posible candidatura de París a los Juegos Olímpicos de 2024. «No queremos apresurarnos a anunciar la candidatura, primero debemos organizar una estrategia», declaró Bernard Lapasset, presidente del CNOSF. En noviembre siguiente, se reportó que, mientras el presidente francés François Hollande apoyaba la candidatura, la alcaldesa de París, Anne Hidalgo mostraba su preocupación sobre los costos y la posibilidad de que las sedes se convirtieran en elefantes blancos.
No obstante, el 12 de febrero de 2015, cuando Lapasset entregó los resultados a las autoridades locales, nacionales y deportivas, Hidalgo declaró que se habían tomado «pasos decisivos» hacia la candidatura parisina y que la ciudad tenía el «corazón» para realizarla. En el estudio se reportó un costo potencial del evento de 6.2 mil millones de euros, mientras que la candidatura costaría 60 millones. Además se indicó un costo de operaciones de 3.2 millardos, que serían sufragados en un 97% con fondos privados y con 1.85 millardos aportados por el Comité Olímpico Internacional (COI). Por otra parte, se calculó en tres mil millones el costo de la construcción de nuevas sedes, la villa olímpica y las renovaciones urbanas.
El 2 de abril siguiente, se estableció la asociación «Ambition olympique et paralympique» con el objetivo de manejar diversos aspectos de la eventual candidatura. Al cabo de once días, el Consejo de París aprobó una resolución en apoyo del proyecto. «Ahora estamos comprometidos con la aventura olímpica», señaló la alcaldesa Hidalgo. Y el 7 de mayo, el Consejo Regional de la Isla de Francia hizo lo propio con 136 votos a favor, 37 en contra y cuatro abstenciones. Finalmente, el 23 de junio, París presentó oficialmente su candidatura a los Olímpicos de 2024. Poco después, el COI publicó el 16 de septiembre la lista oficial de las cinco ciudades candidatas: Los Ángeles, Hamburgo, París, Roma y Budapest.

### Candidatura

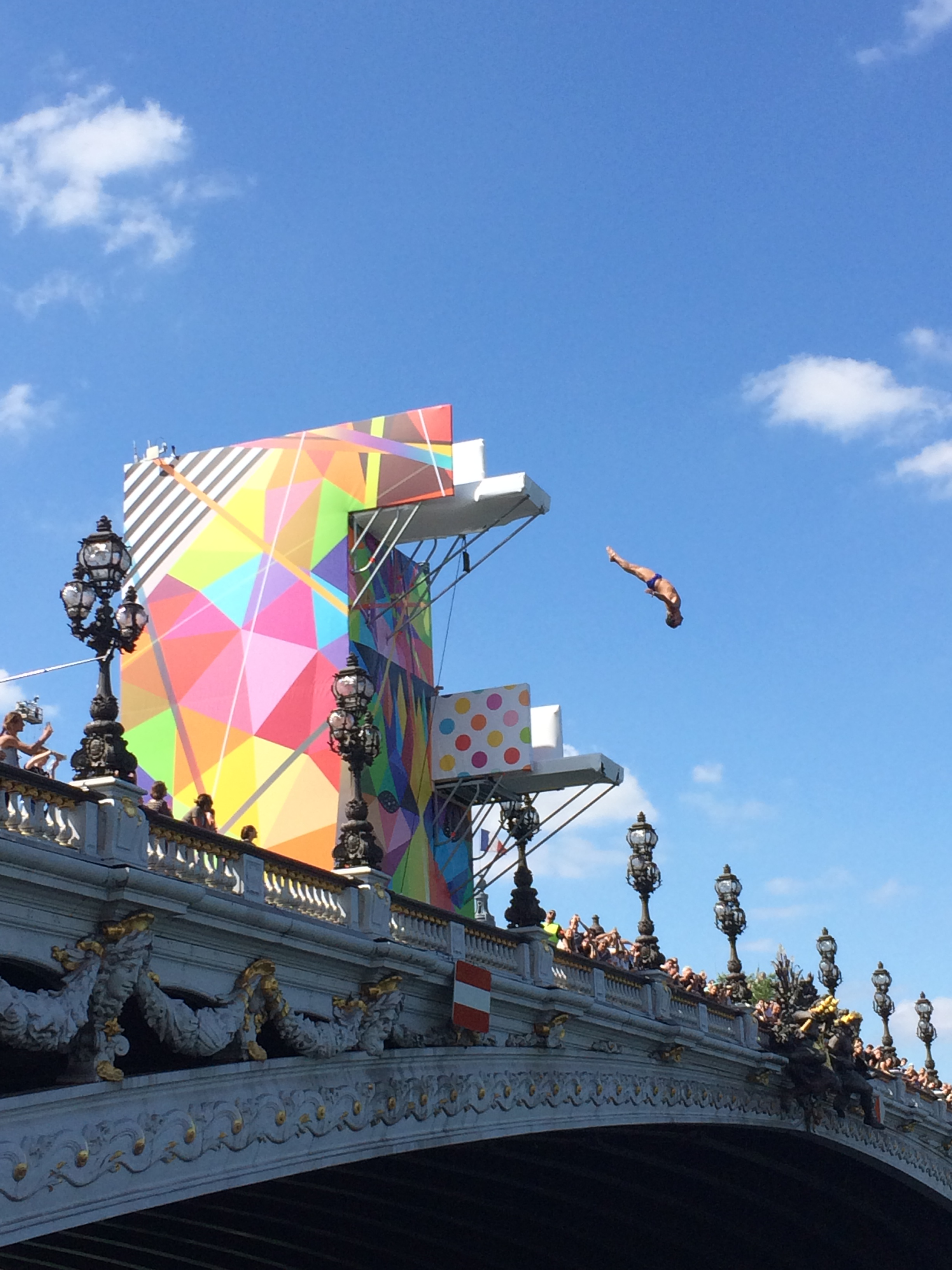
Plataforma de clavados colocada en el puente Alejandro III con motivo del Día Olímpico.

El 9 de febrero, París aseguró ocho millones de euros en acuerdos con cuatro patrocinadores: Caisse des Depots, Elior Group, JCDecaux y la Compañía Arrendataria Autónoma de los Transportes Parisinos. Ese mismo día, exactamente a las 20:24, se reveló en el Arco de Triunfo de París el logo de París 2024, diseñado por la agencia Dragon Rouge. El logo muestra «una Torre Eiffel estilizada, dibujada como un esbozo en colores vivos, y que representa al mismo tiempo la cifra 24». Según Lapasset, la imagen «refleja de forma magnífica los valores y la ambición de la candidatura». Por otro lado, el Comité de Candidatura buscó que fuera «fácil de reproducir», para que llegara a un público amplio. El 16 de febrero, La Poste y BNP Paribas se sumaron al grupo de patrocinadores.
Al día siguiente, en la Filarmónica de París se presentó el proyecto de candidatura, con el lema «La force d'un rêve» («La fuerza de un sueño»). La ciudad propuso celebrar los Juegos Olímpicos del 2 al 18 de agosto y los Paralímpicos del 4 al 15 de septiembre. Además, se reportó una audiencia prevista de 3700 millones de espectadores, que el 70% de las instalaciones deportivas ya estaban construidas y que solo sería necesario edificar dos: el Centro Acuático y la Arena París II. El primer ministro francés, Manuel Valls, señaló que París pretendía ofrecer «unos Juegos tan magníficos que serán sostenibles, tan ambiciosos que serán responsables».
El 6 de febrero de 2017, se reveló el eslogan de la candidatura «Made for Sharing» («Hecho para compartir»). No obstante, la elección del idioma inglés causó polémica. La Academia Francesa expresó «de forma unánime su reprobación» y recordó que el eslogan ya había sido utilizado por una campaña publicitaria de Burger King. Tony Estanguet, copresidente de la candidatura, aclaró que se había elegido el inglés para «dar un carácter universal a un proyecto francés». Poco después, los alcaldes y dirigentes políticos de 53 ciudades del mundo —como Manuela Carmena (Madrid), Yvan Mayeur (Bruselas), Giorgos Kaminis (Atenas), Frank Jensen (Copenhague) y Miguel Ángel Mancera (Ciudad de México)— firmaron un documento en apoyo de la candidatura de París 2024.
A finales de mes, el retiro de Budapest, que se sumó al de Hamburgo y Roma, dejó a Los Ángeles y París como las únicas ciudades candidatas. Dada la situación, se especuló sobre la posibilidad de que la ciudad derrotada en la elección recibiera la sede de los Juegos Olímpicos de 2028. A mediados de mayo, París recibió la visita de la Comisión de Evaluación del COI. Su presidente, Patrick Baumann, aseguró que es «la visión de los Juegos lo que marcará la diferencia entre dos candidaturas técnicamente muy fuertes» y destacó que, en la visita a París, observó «sedes importantes rodeadas de monumentos históricos de una belleza extraordinaria» y constató el «apoyo fuerte y sólido de las autoridades públicas». El presidente Emmanuel Macron, que manifestó previamente su apoyo a la candidatura, recibió el 16 de mayo a los miembros de la comisión.
El 9 de junio, la Comisión Ejecutiva del COI propuso otorgar las sedes de los Juegos de 2024 y 2028 en la 130.ª Sesión. Al respecto, el presidente del organismo, Thomas Bach, declaró «El grupo de trabajo formado por los cuatro vicepresidentes considera que la coincidencia de dos grandes ciudades, dos grandes países, dos candidaturas entusiastas que promueven el espíritu olímpico, es una oportunidad de oro para los Juegos y para el COI». No obstante, el presidente francés recalcó en diversas ocasiones que París competía únicamente por los juegos de 2024. La asamblea del COI aprobó por unanimidad la propuesta el 11 de julio. Ese mismo día, París y Los Ángeles presentaron sus candidaturas a los miembros del organismo olímpico. En la reunión estuvo presente el presidente Macron y la alcaldesa parisina Anne Hidalgo.
Con motivo del Día Olímpico, el 23 y 24 de junio se realizaron diversos eventos en la ciudad para promocionar la candidatura. En este sentido, se colocaron diversas estructuras deportivas, como una pista de atletismo flotante en el río Sena y una plataforma de clavados en el puente Alejandro III. Poco después, el 5 de julio se publicó el reporte de la Comisión de Evaluación del COI. En el informe, la Comisión destacó diversos elementos de la candidatura, como la propuesta de emplear instalaciones de competición ya existentes o temporales. El 31 de julio, París y Los Ángeles acordaron dejar los Juegos de 2028 a esta última y los de 2024 a París. El acuerdo fue ratificado por el COI durante la 131.ª Sesión, el 13 de septiembre, en Lima, Perú.

### Sedes
En el expediente de candidatura se señaló que el 70% de las sedes se localizaban en dos grandes zonas: «Zona del Centro de París» y la «Zona del Gran París», además de los estadios propuestos para el torneo de fútbol. 70% de las sedes propuestas son instalaciones ya construidas. 22 deportes se ubicarían a diez kilómetros de la villa olímpica y el 85% de los deportistas se localizarían a al menos 30 minutos de sus sedes de competición. Por otra parte, la Villa Olímpica y Paralímpica de Pleyel se ubicaría en el distrito de Saint-Denis a once kilómetros de París. Por su parte, el Centro Internacional de Prensa se instalaría en un centro de convenciones al norte de la ciudad —a ocho kilómetros de la villa olímpica— que abarcaría un área total de 80 000 kilómetros cuadrados más 250 000 en espacios en exterior.
| Sedes del proyecto de candidatura                                          | Sedes del proyecto de candidatura | Sedes del proyecto de candidatura | Sedes del proyecto de candidatura    | Sedes del proyecto de candidatura             |
| Sede                                                                       | Comuna                            | Estado                            | Deporte olímpico                     | Deporte paralímpico                           |
| -------------------------------------------------------------------------- | --------------------------------- | --------------------------------- | ------------------------------------ | --------------------------------------------- |
| Estadio de Francia                                                         | Saint-Denis                       | B                                 | Ceremonias de apertura y clausura    | Ceremonias de apertura y clausura             |
| Estadio de Francia                                                         | Saint-Denis                       | B                                 | Atletismo                            | Atletismo                                     |
| Centro Acuático                                                            | Saint-Denis                       | D                                 | Natación                             | Natación                                      |
| Centro Acuático                                                            | Saint-Denis                       | D                                 | saltos                               | Natación                                      |
| Centro Acuático                                                            | Saint-Denis                       | D                                 | Natación sincronizada                | Natación                                      |
| Arena de Waterpolo                                                         | Saint-Denis                       | B                                 | Waterpolo                            | —                                             |
| Le Bourget — Pabellón I                                                    | Le Bourget                        | C                                 | Bádminton                            | Esgrima en silla de ruedas                    |
| Le Bourget — Pabellón IIb                                                  | Le Bourget                        | C                                 | Voleibol (eliminatorias)             | Boccia                                        |
| Le Bourget — Pabellón IIa                                                  | Le Bourget                        | C                                 | Voleibol (finales)                   | Voleibol sentado                              |
| Campo de Tiro de Bourget                                                   | Le Bourget                        | C                                 | Tiro                                 | Tiro                                          |
| Campo de Marte                                                             | París                             | C                                 | Voleibol de playa                    | Fútbol 5                                      |
| Torre Eiffel                                                               | París                             | C                                 | Maratón (natación)                   | —                                             |
| Torre Eiffel                                                               | París                             | C                                 | Maratón (atletismo)                  | Maratón (atletismo)                           |
| Torre Eiffel                                                               | París                             | C                                 | Atletismo (marcha)                   | —                                             |
| Torre Eiffel                                                               | París                             | C                                 | Triatlón                             | Triatlón                                      |
| Campos Elíseos                                                             | París                             | C                                 | Ciclismo en ruta                     | Ciclismo en ruta                              |
| Gran Palacio de París                                                      | París                             | B                                 | Esgrima                              | —                                             |
| Gran Palacio de París                                                      | París                             | B                                 | Taekwondo                            | —                                             |
| Explanada de Los Inválidos                                                 | París                             | C                                 | Tiro con arco                        | Tiro con arco                                 |
| Paris Expo — Sala I                                                        | París                             | A                                 | Balonmano                            | —                                             |
| Paris Expo — Sala IV                                                       | París                             | A                                 | Tenis de mesa                        | —                                             |
| Parque de los Príncipes                                                    | París                             | A                                 | Fútbol (finales)                     | —                                             |
| Estadio Jean-Bouin                                                         | París                             | A                                 | Rugby                                | —                                             |
| Estadio de Roland Garros - Court Suzanne Lenglen                           | París                             | A                                 | Boxeo                                | —                                             |
| Estadio de Roland Garros - Court Suzanne Lenglen - Court Philippe-Chatrier | París                             | B                                 | Tenis                                | Baloncesto en silla de ruedas (eliminatorias) |
| Estadio de Roland Garros - Court Suzanne Lenglen - Court Philippe-Chatrier | París                             | B                                 | Tenis                                | Rugby en silla de ruedas                      |
| Estadio de Roland Garros - Court Suzanne Lenglen - Court Philippe-Chatrier | París                             | B                                 | Tenis                                | Tenis en silla de ruedas                      |
| Arena París I                                                              | París                             | A                                 | Judo                                 | —                                             |
| Arena París II                                                             | París                             | E                                 | Lucha                                | —                                             |
| Arena 92                                                                   | Nanterre                          | A                                 | Gimnasia                             | —                                             |
| Estadio Olímpico Yves-du-Manoir                                            | Colombes                          | B                                 | Hockey sobre césped                  | —                                             |
| Zénith Paris                                                               | París                             | A                                 | Halterofilia                         | Judo                                          |
| Zénith Paris                                                               | París                             | A                                 | Halterofilia                         | Taekwondo                                     |
| Centro de Deportes Acuáticos                                               | Vaires-sur-Marne                  | B                                 | Piragüismo (eslalon)                 | Piragüismo                                    |
| Centro de Deportes Acuáticos                                               | Vaires-sur-Marne                  | B                                 | Piragüismo (sprint)                  | Piragüismo                                    |
| Centro de Deportes Acuáticos                                               | Vaires-sur-Marne                  | B                                 | Remo                                 | Remo                                          |
| Palacio de Versalles                                                       | Versalles                         | C                                 | Equitación                           | Equitación                                    |
| Palacio de Versalles                                                       | Versalles                         | C                                 | Pentatlón moderno                    | Equitación                                    |
| Vélodrome national                                                         | Saint-Quentin-en-Yvelines         | A                                 | Pentatlón moderno (esgrima)          | Ciclismo en pista                             |
| Vélodrome national                                                         | Saint-Quentin-en-Yvelines         | A                                 | Ciclismo en pista                    | Ciclismo en pista                             |
| Pista de BMX                                                               | Saint-Quentin-en-Yvelines         | B                                 | BMX                                  | —                                             |
| Colline d'Élancourt                                                        | Élancourt y Trappes               | B                                 | Ciclismo de montaña                  | —                                             |
| Le Golf national                                                           | Saint-Quentin-en-Yvelines         | A                                 | Golf                                 | —                                             |
| Marina                                                                     | Marsella                          | A                                 | Vela                                 | —                                             |
| Stade Vélodrome                                                            | Marsella                          | A                                 | Fútbol                               | —                                             |
| Stade de Toulouse                                                          | Toulouse                          | A                                 | Fútbol                               | —                                             |
| Estadio Matmut Atlantique                                                  | Burdeos                           | A                                 | Fútbol                               | —                                             |
| Estadio de la Beaujoire                                                    | Nantes                            | A                                 | Fútbol                               | —                                             |
| Estadio Pierre-Mauroy                                                      | Villeneuve-d'Ascq                 | A                                 | Fútbol                               | —                                             |
| Parc Olympique Lyonnais                                                    | Décines-Charpieu                  | A                                 | Fútbol                               | —                                             |
| Estadio Geoffroy-Guichard                                                  | Saint-Étienne                     | A                                 | Fútbol                               | —                                             |
| Allianz Riviera                                                            | Niza                              | A                                 | Fútbol                               | —                                             |
| Estadio Pierre de Coubertin                                                | París                             | B                                 | Baloncesto (eliminatorias femeninas) | Tenis de mesa                                 |
| Grande halle de la Villette                                                | París                             | A                                 | —                                    | Levantamiento de potencia                     |

- A. Existente —sin trabajos requeridos—.
- B. Existente —con trabajos requeridos—.
- C. Temporaria.
- D. Adicional.
- E. Planeada.